# 용덕
용덕(龍德, 921년 5월 ~ 923년 10월)은 후량(後梁) 말제(末帝) 주우정(朱友貞)의 두번째 연호이다. 2년 6개월 가량 사용하였다. 용덕 3년(923년) 10월, 말제 주우정이 자결하면서 후량이 멸명하였다. 그 이후에 용덕 연호가 중지되었다.
용덕 연호를 차용한 십국(十國) 국가는 민나라(閩, 921년 5월 ~ 923년 4월), 오월(吳越, 921년 5월 ~ 923년 12월)이 있다.

## 개원
- 정명(貞明) 7년 5월 1일[1](921년 6월 9일)에 연호를 용덕(龍德)으로 개원함.[2][3][4][5]

- 용덕(龍德) 3년 10월 8일[6](923년 11월 18일)에 후량이 멸망하면서, 용덕 연호가 중지됨.[2][3][7][5]

## 연대 대조표
| 용덕       | 원년                           | 2년                 | 3년        |
| 서기(西紀) | 921년                          | 922년               | 923년      |
| 간지(干支) | 신사(辛巳)                     | 임오(壬午)          | 계미(癸未) |
| 거란(契丹) | 신책(神冊) 6년                 | 7년 천찬(天贊) 원년 | 2년        |
| 전촉(前蜀) | 건덕(乾德) 3년                 | 4년                 | 5년        |
| 남한(南漢) | 건형(乾亨) 5년                 | 6년                 | 7년        |
| 양오(楊吳) | 무의(武義) 3년 순의(順義) 원년 | 2년                 | 3년        |

## 동시대 연호

### 한국
고려(高麗)
- 천수(天授) (918년 ~ 933년)

후백제(後百濟)
- 정개(正開) (900년 ~ 936년)

### 중국
거란(契丹)
- 신책(神冊) (916년 ~ 922년)
- 천찬(天贊) (922년 ~ 926년)

전촉(前蜀)
- 건덕(乾德) (919년 ~ 924년)

남한(南漢)
- 건형(乾亨) (917년 ~ 925년)

양오(楊吳)
- 순의(順義) (921년 ~ 927년)

대장화(大長和)
- 정우(貞祐) (921년 ~ 924년)

호탄 왕국(于闐)
- 동경(同慶) (912년 ~ 966년)

### 일본
- 엔기(延喜) (901년 ~ 923년)
- 엔초(延長) (923년 ~ 931년)

## 같이 보기
- 중국의 연호 목록